# Boris Strel
Boris Strel (Žiri, 20 ottobre 1959 – Škofja Loka, 28 marzo 2013) è stato uno sciatore alpino sloveno che gareggiò per la nazionale jugoslava, primo atleta del suo Paese a vincere una medaglia ai Campionati mondiali.

## Biografia

### Carriera sciistica
Specialista delle prove tecniche originario di Škofja Loka, Boris Strel ottenne il primo successo in carriera vincendo la medaglia d'oro nello slalom gigante agli Europei juniores di Kranjska Gora 1977, mentre in Coppa del Mondo il suo primo piazzamento fu il 7º posto ottenuto il 4 febbraio 1979 a Jasná nella medesima specialità. Partecipò ai XIII Giochi olimpici invernali di Lake Placid 1980, classificandosi 8º nello slalom gigante e non completando lo slalom speciale; il 26 gennaio 1981 conquistò il primo podio in Coppa del Mondo, il 3º posto nello slalom gigante disputato sulla pista Chuenisbärgli di Adelboden alle spalle dello svedese Ingemar Stenmark e dell'austriaco Christian Orlainsky.
Il 15 dicembre 1981 a Cortina d'Ampezzo si aggiudicò in slalom gigante l'unica vittoria in Coppa del Mondo di carriera, nonché ultimo podio, davanti allo statunitense Phil Mahre e allo svizzero Joël Gaspoz; ai successivi Mondiali di Schladming 1982 raggiunse l'apice del successo ottenendo la medaglia di bronzo nello slalom gigante alle spalle di Steve Mahre e di Stenmark: divenne così il primo atleta del suo Paese a vincere una medaglia ai Campionati mondiali. Convocato per i XIV Giochi olimpici invernali di Sarajevo 1984, si piazzò 5º nello slalom gigante; terminò l'attività agonistica al termine della stagione 1984-1985 e il suo ultimo piazzamento agonistico fu il 15º posto ottenuto nello slalom gigante di Coppa del Mondo disputato il 15 gennaio a Kranjska Gora.

### Altre attività
Dopo il ritiro gestì una scuola sci e un negozio di attrezzature sportive invernali; morì suicida il 28 marzo 2013 a Škofja Loka.

## Palmarès

### Mondiali
- 1 medaglia:
  - 1 bronzo (slalom gigante a Schladming 1982)

### Europei juniores
- 1 medaglia[1]:
  - 1 oro (slalom gigante a Kranjska Gora 1977)

### Coppa del Mondo
- Miglior piazzamento in classifica generale: 21º nel 1981
- 2 podi (entrambi in slalom gigante):
  - 1 vittoria
  - 1 terzo posto

#### Coppa del Mondo - vittorie
| Data             | Località          | Paese  | Specialità |
| ---------------- | ----------------- | ------ | ---------- |
| 15 dicembre 1981 | Cortina d'Ampezzo | Italia | GS         |

Legenda:

GS = slalom gigante

### Campionati jugoslavi
- 6 ori (slalom gigante nel 1976; slalom gigante nel 1977; discesa libera nel 1981; slalom gigante nel 1983; slalom gigante nel 1984; supergigante nel 1985)[3]